# درمانگاه خدمات اجتماعی ایرانشهر
درمانگاه خدمات اجتماعی ایرانشهر مربوط به دوره قاجار است و در زاهدان، ضلع جنوبی خیابان امام خمینی واقع شده و این اثر در تاریخ ۲۶ آبان ۱۳۷۸ با شمارهٔ ثبت ۲۵۰۲ به‌عنوان یکی از آثار ملی ایران به ثبت رسیده‌است.